# Yolande Fox
Yolande Betbeze Fox (Mobile, 29 novembre 1928 – Washington, 22 febbraio 2016) è stata una modella statunitense, eletta Miss America 1951.

## Biografia
Yolande Betbeze prese parte a Miss Alabama per poter ottenere la borsa di studio messa in palio. Essendo stata educata presso una scuola cattolica, era piuttosto riluttante a posare in costume da bagno, cosa che infatti evitò di fare una volta vinto il titolo. Questo portò l'azienda di costumi da bagno Catalina a ritirare la propria sponsorizzazione dal concorso Miss America e ripiegare sul nuovo concorso Miss USA, che diventò il principale concorrente di Miss America.
L'organizzazione di Miss America dichiarò che il rifiuto di posare in costume fu strumentale nel far sì che il concorso premiasse maggiormente l'intelletto, i valori ed i sentimenti delle candidate, anziché giudicarle unicamente in base al loro aspetto fisico. Da quel momento in avanti, l'organizzazione di Miss America effettivamente impostò il concorso maggiormente sulle qualità intellettive delle proprie concorrenti.
Dopo la vittoria del titolo, Yolande Betbeze si fece una reputazione come cantante operistica. Fu occasionalmente accostata al giocatore di baseball Joe DiMaggio, benché fu in seguito rivelato che i due erano solo amici. Nel 1954 sposò il magnate Matthew M. Fox, già presidente della Universal Pictures, e con lui ebbe un figlio. Dopo la morte del marito nel 1964, si trasferì a vivere a Georgetown e si legò sentimentalmente a Cherif Guellal, rimanendo al suo fianco fino alla sua morte nel 2009.